# Raúl A. Sichero Bouret
Raúl Ángel Sichero Bouret (Rivera, 2 de mayo de 1916 - 19 de noviembre de 2014) fue un arquitecto uruguayo.

## Biografía
En la Facultad de Arquitectura (UdelaR) fue alumno de Julio Vilamajó, Octavio de los Campos, Horacio Terra Arocena y Carlos Gómez Gavazzo (quien le inculca el gusto por la obra de Le Corbusier). Egresa en 1942.
Tuvo una dilatada trayectoria, que se inició coincidiendo con la aprobación de la Ley de Propiedad Horizontal; sus edificaciones contribuyeron a configurar el perfil de la Rambla de Pocitos.
Tuvo su estudio junto al edificio Panamericano ( donde hoy funciona Océano Fm).  Su nieta Ana Luisa Miller Sichero fue asesinada a manos de Pablo Goncalves. 

## Obras
- Edificio Palacio Zhitlovsky,(1950) Durazno 1480 - Montevideo
- Edificio Martí, Rambla de Pocitos esq. Martí (1952).[3]
- Edificio Guayaquí, Rambla de Pocitos esq. Guayaquí (1956).[3]
- Edificio de la Asociación Cristiana de Jóvenes, Colonia esq. Eduardo Acevedo (1958).[2]
- Edificio Ciudadela, Plaza Independencia (1959).[2]
- Edificio Panamericano, Av. Dr. Luis A. de Herrera esq. Rambla de Pocitos (con Atilio Farinasso, 1964).[2][3]
- Edificio Bahía, Punta del Este (con Antoni Bonet i Castellana).[2]
- Edificio Pez Espada, Punta del Este (con Mario Roberto Álvarez).[2]
- Edificio Delfín, Punta del Este (con Mario Roberto Álvarez).[2]
- Edificio Santos Dumont, Punta del Este (con Walter Pintos Risso, 1977).[2]
- Edificios Tiburón I y II, Punta del Este (con Mario Roberto Álvarez, 1979-1981).[2]
- Edificio Champs Élysées, Bulevar Artigas, (1983).[2]
- Edificio Portofino, Punta del Este (con Mario Roberto Álvarez, 1992).[2]